# Брахма-самхита
«Бра́хма-самхи́та» (санскр. brahma saṁhitā «собрание (песен)  Брахмы») — одно из важнейших священных писаний гаудия-вайшнавизма и других направлений индуизма, которое относят к агамам (Панчаратра). 
Это один из первых текстов, в котором Кришна объявляется Верховным (Изначальным) Богом сам по себе, а не просто как аватара Вишну. 
Индолог Мицунори Мацубара датирует текст примерно 1300 годом нашей эры. Другие исследователи датируют этот источник периодом раннего Средневековья.

## Содержание
«Брахма-самхита» содержит молитвы Творца этой вселенной Брахмы Кришне, произнесённые Брахмой в самом начале творения. 
В течение столетий текст «Брахма-самхиты» считался утерянным. В начале XVI века совершавший паломничество по Южной Индии Шри Чайтанья (1486—1534) обнаружил шестьдесят две шлоки пятой главы «Брахма-самхиты» в храме Ади Кешавы. Об этом говорится в девятой главе Мадхья-лилы «Чайтанья-чаритамриты». Бхактивинода Тхакур пишет, что в день обнаружения текста Чайтанья пришёл на берег реки Паясвини, принял омовение и отправился в храм, где обрёл рукопись пятой главы «Брахма-самхиты». Чайтанья настолько обрадовался, что его тело явило признаки божественного восторга — дрожь, слёзы, испарину. 
Согласно Бхактивиноде: 
«Как писание, воплощающее безупречные истины (сиддханту), „Шри Брахма-самхита“ не знает себе равных; она — наилучшая из всех священных книг, возвещающих славу Всевышнего Господа Говинды. В немногих словах здесь изложены высочайшие безупречные истины. Она — сама суть всех вайшнавских писаний».

## В массовой культуре
В 1971 году бывший битл  Джордж Харрисон спродюсировал песню «Govinda», текст которой состоял из нескольких стихов из «Брахма-самхиты». Песню спели кришнаиты храма Радхи-Кришны в Лондоне и она вышла в альбоме «The Radha Krsna Temple» и в виде отдельного сингла, который пользовался большой популярностью.